# Snowboard na Zimowej Uniwersjadzie 2013 – slalom gigant równoległy kobiet
Konkurencja slalomu giganta równoległego kobiet w snowboardzie na Zimowej Uniwersjadzie 2013 została rozegrana 19 grudnia. Złotą medalistką została reprezentantka Austrii Julia Dujmovits. 
W konkurencji tej startowały trzy reprezentantki Polski. Karolina Sztokfisz została sklasyfikowana na 6. miejscu, Aleksandra Król na 17., a Weronika Biela na 32.

## Wyniki

### Kwalifikacje
| Pozycja | Nr | Zawodniczka        | Czas zjazd 1 | Czas zjazd 2 | Łącznie   | Uwagi |
| ------- | -- | ------------------ | ------------ | ------------ | --------- | ----- |
| 1       | 14 | Julia Dujmovits    | 44,06        | 44,75        | 1:28,81   | Q     |
| 2       | 4  | Sabine Schöffmann  | 42,89        | 45,98        | 1:28,87   | Q     |
| 3       | 13 | Patrizia Kummer    | 46,01        | 44,34        | 1:30,35   | Q     |
| 4       | 2  | Anke Karstens      | 44,55        | 46,48        | 1:31,03   | Q     |
| 5       | 6  | Selina Jörg        | 43,19        | 48,35        | 1:31,54   | Q     |
| 6       | 5  | Nina Micić         | 47,38        | 45,66        | 1:33,04   | Q     |
| 7       | 9  | Karolina Sztokfisz | 47,31        | 45,86        | 1:33,17   | Q     |
| 8       | 16 | Annamari Czundak   | 46,31        | 47,05        | 1:33,36   | Q     |
| 9       | 12 | Corina Boccacini   | 46,37        | 47,40        | 1:33,77   | Q     |
| 10      | 3  | Shin Da-hae        | 47,86        | 46,80        | 1:34,66   | Q     |
| 11      | 11 | Wiera Kolegowa     | 48,92        | 46,11        | 1:35,03   | Q     |
| 12      | 23 | Lee Ji-hye         | 48,26        | 48,05        | 1:36,31   | Q     |
| 13      | 7  | Daria Groznowa     | 47,97        | 48,84        | 1:36,81   | Q     |
| 14      | 10 | Megan Farrell      | 47,41        | 49,70        | 1:37,11   | Q     |
| 15      | 22 | Patricia Mastnak   | 48,65        | 49,45        | 1:38,10   | Q     |
| 16      | 24 | Tetjana Romanyszyn | 48,27        | 50,25        | 1:38,52   | Q     |
| 17      | 15 | Aleksandra Król    | 52,18        | 46,61        | 1:38,79   |       |
| 18      | 21 | Jessica Keiser     | 52,66        | 46,40        | 1:39,06   |       |
| 19      | 26 | Emilia Bierkutowa  | 47,54        | 52,60        | 1:40,14   |       |
| 20      | 33 | Ksenija Tupik      | 54,19        | 48,29        | 1:42,48   |       |
| 21      | 25 | Iryna Hreszczuk    | 52,82        | 53,00        | 1:45,82   |       |
| 22      | 27 | Chrisy Richardson  | 54,75        | 52,19        | 1:46,94   |       |
| 23      | 20 | Rachel Solway      | 54,62        | 54,14        | 1:48,76   |       |
| 24      | 19 | Miho Matsuzawa     | 50,32        | 58,82        | 1:49,14   |       |
| 25      | 32 | Elif Ece Limon     | 53,40        | 56,52        | 1:49,92   |       |
| 26      | 38 | Lexi Sinor         | 1:04,78      | 1:00,02      | 2:04,80   |       |
| 27      | 34 | Claire Gentile     | 1:02,94      | 1:02,94      | 2:05,88   |       |
| 28      | 36 | Lauren Angel       | 1:07,62      | 1:16,20      | 2:23,82   |       |
| 29      | 17 | Oksana Dmitriw     | DNF          | 49,59        | 9:99.99 ! |       |
| 30      | 29 | Lee Jung-eun       | DNS          | 49,89        | 9:99.99 ! |       |
| 31      | 1  | Emilie Aurange     | DSQ          | 44,80        | 9:99.99 ! |       |
| 32      | 8  | Weronika Biela     | 45,97        | DSQ          | 9:99.99 ! |       |
| 33      | 31 | Elif Kubra Geneske | DNS          | 59,81        | 9:99.99 ! |       |
| 34      | 35 | Hannah Orchard     | DNS          | 1:04,72      | 9:99.99 ! |       |
| 35      | 37 | Cassie Davis       | DNS          | 1:18,84      | 9:99.99 ! |       |
| 36 !    | 30 | Ege Derman         | DNS          | 99.99 !      | 9:99.99 ! |       |
| 36 !    | 28 | Karina Biktimirowa | DNS          | 99.99 !      | 9:99.99 ! |       |
| 36 !    | 18 | Iwa Polanec        | DNS          | 99.99 !      | 9:99.99 ! |       |

### 1/8 finału
| Pozycja | Nr | Zawodniczka        | Para | Zjazd 1 | Zjazd 2 | Uwagi |
| ------- | -- | ------------------ | ---- | ------- | ------- | ----- |
|         | 14 | Julia Dujmovits    | 1    | ...     | Wygrana | Q 1/4 |
| 16      | 24 | Tetjana Romanyszyn | 1    | ...     | +6,09   |       |
|         | 16 | Annamari Czundak   | 2    | ...     | Wygrana | Q 1/4 |
| 10      | 12 | Corinna Boccacini  | 2    | ...     | +17,50  |       |
|         | 6  | Selina Jörg        | 3    | ...     | Wygrana | Q 1/4 |
| 12      | 23 | Lee Ji-hye         | 3    | ...     | +16,80  |       |
|         | 2  | Anke Karstens      | 4    | ...     | Wygrana | Q 1/4 |
| 13      | 7  | Daria Groznowa     | 4    | ...     | +0.27   |       |
|         | 13 | Patrizia Kummer    | 5    | ...     | Wygrana | Q 1/4 |
| 14      | 10 | Megan Farrell      | 5    | ...     | +9,69   |       |
|         | 11 | Wiera Kolegowa     | 6    | ...     | Wygrana | Q 1/4 |
| 9       | 5  | Nina Micić         | 6    | ...     | +5,73   |       |
|         | 9  | Karolina Sztokfisz | 7    | ...     | Wygrana | Q 1/4 |
| 11      | 3  | Shin Da-hae        | 7    | ...     | DSQ     |       |
|         | 4  | Sabine Schöffmann  | 8    | ...     | Wygrana | Q 1/4 |
| 15      | 22 | Patricia Mastnak   | 8    | ...     | +25,42  |       |

### Ćwierćfinał
| Pozycja | Nr | Zawodniczka        | Para | Zjazd 1 | Zjazd 2 | Uwagi |
| ------- | -- | ------------------ | ---- | ------- | ------- | ----- |
|         | 14 | Julia Dujmovits    | 9    | ...     | Wygrana | Q 1/2 |
| 7       | 16 | Annamari Czundak   | 9    | ...     | +0,68   |       |
|         | 6  | Selina Jörg        | 10   | ...     | Wygrana | Q 1/2 |
| 5       | 2  | Anke Karstens      | 10   | ...     | +0,30   |       |
|         | 13 | Patrizia Kummer    | 11   | ...     | Wygrana | Q 1/2 |
| 8       | 11 | Wiera Kolegowa     | 11   | ...     | +1,63   |       |
|         | 4  | Sabine Schöffmann  | 12   | ...     | Wygrana | Q 1/2 |
| 6       | 9  | Karolina Sztokfisz | 12   | ...     | +3,07   |       |

### Półfinał
| Pozycja | Nr | Zawodniczka       | Para | Zjazd 1 | Zjazd 2 | Uwagi |
| ------- | -- | ----------------- | ---- | ------- | ------- | ----- |
|         | 14 | Julia Dujmovits   | 13   | ...     | Wygrana | Q F   |
|         | 6  | Selina Jörg       | 13   | ...     | +1,87   | Q MF  |
|         | 4  | Sabine Schöffmann | 14   | ...     | Wygrana | Q F   |
|         | 13 | Patrizia Kummer   | 14   | ...     | +1,13   | Q MF  |

### Finał
| Pozycja | Nr | Zawodniczka       | Para | Zjazd 1 | Zjazd 2 | Uwagi |
| ------- | -- | ----------------- | ---- | ------- | ------- | ----- |
|         | 14 | Julia Dujmovits   | 16   | ...     | Wygrana |       |
|         | 4  | Sabine Schöffmann | 16   | ...     | DNF     |       |
|         | 6  | Selina Jörg       | 15   | ...     | Wygrana |       |
| 4       | 13 | Patrizia Kummer   | 15   | ...     | +0,34   |       |